# Madeleine Mbono Samba
Madeleine Mbono Samba, de son vrai nom Madeleine Mbono Samba Azan, née en 1925 et morte en 2013, est une géographe, écrivaine et femme politique camerounaise. Elle est la première femme d'Afrique Noire à obtenir le baccalauréat.

## Biographie

### Enfance, éducation et débuts
Madeleine est la première femme d'Afrique Noire à obtenir le baccalauréat. Elle est titulaire d'un doctorat en géographie. Son travail de thèse porte sur L'impact socio-économique de la néo-citadine de Yaoundé,. Elle occupe le poste de proviseur de lycée avant d'être députée à l'Assemblée nationale du Cameroun.

### Carrière

#### Littéraire
Madeleine Mbono Samba est auteure d’œuvres littéraires. Elle coécrit en 1977 avec Bernard Rouzet Martin Samba, face à la pénétration allemande au Cameroun,,. En 1997, elle rédige avec Beling-Nkoumba le livre éducatif du primaire Géographie, l'Afrique et le monde,.

#### Politique
Madeleine Mbono Samba est membre du Rassemblement démocratique du peuple camerounais (RDPC) et députée à l'Assemblée nationale du Cameroun. 
En 2011, lors 3ᵉ congrès ordinaire du RDPC visant une nouvelle structuration du comité central du RDPC, elle est promue membre d'honneur du comité central,.